# Patrik Gerrbrand
Patrik Gerrbrand (* 27. April 1981 in Älvsjö) ist ein ehemaliger schwedischer Fußballspieler. Der Abwehrspieler bestritt seine Karriere in Schweden, England und Norwegen.

## Werdegang
Aufgewachsen in Hagsätra vor den Toren Stockholms begann Gerrbrand mit dem Fußballspielen beim Älvsjö AIK. 1995 wechselte er in die Jugendmannschaft des Hammarby IF. Dort durchlief er die einzelnen Jugendmannschaften, wobei er mit der U-16-Mannschaft das – letztlich verloren gegangene – Endspiel um den renommierten Sankt Erikscupen erreichte. 1999 rückte er in die in der Juniorallsvenskan spielende Nachwuchsmannschaft auf, ehe er im Mai des folgenden Jahres erstmals in den Profikader berufen wurde. Nach seinem Debüt in der ersten Mannschaft anlässlich eines Pokalspiels gegen den Lokalrivalen IF Brommapojkarna am 24. August des Jahres spielte er eine halbe Woche später erstmals für den Klub in der Allsvenskan. Auch in der Spielzeit 2001 hauptsächlich Ergänzungsspieler trug er in fünf Spieleinsätzen zum Gewinn des Lennart-Johansson-Pokals für den schwedischen Landesmeister bei.
Zunächst in der Folge noch Ergänzungsspieler, setzte Trainer Anders Linderoth ab der Spielzeit 2003 verstärkt auf ihn als Stammkraft in der Abwehrkette, so dass er Jonas Stark verdrängte und an der Seite von Max von Schlebrügge auflief. Parallel spielte er sich im Herbst des Jahres in die schwedische U-21-Auswahlmannschaft, für die er bis zum kommenden Sommer sieben Spiele bestritt. Mittlerweile unumstritten Stammspieler weckte der Verteidiger das Interesse ausländischer Vereine. Im Juli 2005 gab er daraufhin seinen Wechsel zum englischen Zweitligisten Leicester City bekannt.
Gerrbrand debütierte für seinen neuen Klub Ende August 2005 im League Cup, saß aber anschließend zu Saisonbeginn lediglich auf der Ersatzbank. Seine Ligadebüt in der zweithöchsten Spielklasse Englands feierte er am 1. Oktober beim 1:1-Unentschieden gegen Derby County und kam in der Folge regelmäßig zum Einsatz. Nach diversen Verletzungen zum Jahreswechsel und im Frühjahr avancierte er jedoch erneut zum Ersatzspieler und stand nur noch vereinzelt für den Klub auf dem Spielfeld. Im April 2006 verkündete er noch, beweisen zu wollen, dass er sich durchsetzen kann und kein Transfer-Flop sei. In der Sommertransferperiode kam es jedoch zu Gesprächen mit dem norwegischen Klub Fredrikstad FK, bei dem er anschließend einen Kontrakt mit dreieinhalb Jahren Laufzeit unterzeichnete.
In der Tippeligaen war Gerrbrand auf Anhieb Stammspieler. An der Seite von Simen Brenne, Raymond Kvisvik, John Anders Bjørkøy und seines Landsmanns Rami Shaaban erreichte er das Endspiel um den norwegischen Fußballpokal, das nach Toren von Hans Erik Ramberg und dem zweifachen Torschützen Raio Piiroja gegen Sandefjord Fotball mit einem 3:0-Erfolg endete. Auch in der folgenden Spielzeit Stammkraft, musste er vor Beginn der Spielzeit 2008 kurzzeitig verletzungsbedingt pausieren. Im Anschluss erkämpfte er sich erneut einen Stammplatz in der Innenverteidigung neben Piiroja und trug in 21 Saisonspielen zur Vizemeisterschaft hinter Rosenborg BK bei.
Im März 2009 zog sich Gerrbrand einen Jochbeinbruch zu und fiel mehrere Wochen aus. Im April wieder genesen kam es zum Eklat, als er beim Spiel gegen Stabæk Fotball nur auf der Bank Platz nehmen sollte, woraufhin er das Stadion verließ. Im Sommer löste der Verein den Vertrag mit dem Spieler, der daraufhin bei seiner ersten Profistation Hammarby IF einen Kontraktmit zweieinhalb Jahren Laufzeit unterzeichnete. Beim im Abstiegskampf befindlichen Klub stand er auf Anhieb in der Stammformation, unter Trainer Tony Gustavsson und dessen Nachfolger Thom Åhlund verpasste er jedoch mit dem Verein den Klassenerhalt. Zu Beginn der Zweitliga-Spielzeit 2010 unter dem neu verpflichteten Trainer Michael Borgqvist an der Seite von Filip Bergman, Sebastian Castro-Tello, Linus Hallenius und Andreas Dahl in der Startformation fiel er ab April längerfristig aus, da er sich an der Oberschenkelmuskulatur verletzt hatte. Im September kehrte er als Einwechselspieler aufs Spielfeld zurück, kam jedoch bis zum Auslaufen seines Vertrages Ende 2011 nicht mehr über den Status eines Ergänzungsspielers hinaus.

## Titel und Erfolge
- Fotbollsallsvenskan: 2001
- Norwegischer Pokal: 2006